# Zdarzyło się jutro
Zdarzyło się jutro (ang. Early Edition) – amerykański serial telewizyjny, emitowany od 28 września 1996 do 27 maja 2000 roku przez telewizję CBS. W Polsce nadawany po raz pierwszy od 23 grudnia 1997, cyklicznie w każdy wtorek, tylko 13 pierwszych odcinków. Później od 15 lutego 2000 do 18 grudnia 2001 roku.

## Opis fabuły
Serial opowiada o perypetiach Gary’ego Hobsona (Kyle Chandler), który co ranek otrzymuje gazetę z wydarzeniami z następnego dnia. Znając wydarzenia z przyszłości, stara się zapobiec niektórym z nich, ma jednak na to zaledwie 24 godziny.

## Obsada

### Główni
- Kyle Chandler – Gary Hobson
- Shanésia Davis-Williams – Marissa Clark
- Fisher Stevens – Chuck Fishman (I-II seria)
- Kristy Swanson – Erica Paget (III seria)
- Myles Jeffrey – Henry Paget (III seria)
- Billie Worley – Patrick Quinn (III-IV seria)
- Panther, Bella i Carl – kot[1]

### Pozostali
- Ron Dean – detektyw Marion Zeke Crumb
- William Devane – Bernie Hobson
- Tess Harper – Lois Hobson
- Constance Marie – detektyw Toni Brigatti
- Luis Antonio Ramos – Miguel Diaz
- Michael Whaley – detektyw Paul Armstrong
- Fyvush Finkel – Phil Kazakian